# 160 (getal)
Het natuurlijke getal 160 volgt op 159 en gaat vooraf aan 161.
Het maximaal aantal 7-bits ASCII-tekens dat in een enkelvoudig sms-bericht kan worden verzonden is 160. In oudere telefoons was dat het absolute maximum, nieuwere toestellen zijn in staat meerdere sms'jes te combineren tot een langer bericht, waarbij gewoonlijk wel elk deel als apart bericht afgerekend wordt. Wanneer dergelijke lange berichten naar oudere telefoons gestuurd worden, kan elk deel als apart bericht weergegeven worden.
Op de lengte van de berichtjes is ook de precies 160 gebaseerd, een dichtvorm met het maximale aantal tekens dat in een enkelvoudig sms'je te verzenden is.